# Сан-Марино на зимних юношеских Олимпийских играх 2024
Сан-Марино принимало участие в IV зимних юношеских Олимпийских играх, которые проходили с 19 января по 1 февраля 2024 года в Канвондо (Республика Корея). Страну представлял один спортсмен — Маттиа Беккари, соревновавшийся в горнолыжном спорте.

## Горнолыжный спорт
| Спортсмен      | Дисциплина               | Заезд 1 | Заезд 1 | Заезд 2 | Заезд 2 | Итог    | Итог  |
| Спортсмен      | Дисциплина               | Время   | Место   | Время   | Место   | Время   | Место |
| -------------- | ------------------------ | ------- | ------- | ------- | ------- | ------- | ----- |
| Маттиа Беккари | Юноши, гигантский слалом | DNF     | —       | —       | —       | DNF     | —     |
| Маттиа Беккари | Юноши, слалом            | 1:04.67 | 62      | 57.85   | 47      | 2:02.52 | 47    |